# 少年メイドクーロ君
『少年メイドクーロ君』（しょうねんメイド クーロくん）は、柊柾葵による男性向けショタ漫画。

## 概要
初出は、松文館発行のアンソロジー『ショタみみLOVE』 vol.6に掲載された「クーロ君の華麗なる日常」。同社よりダイヤモンドコミックスのレーベルで単行本化されている。更に、主人公であるクーロが、2018年にバーチャルYouTuberとして、デビューした。

## ストーリー
小学5年生の風宮クーロは幼少時に母と死別、失踪した父親の借金返済のため、白龍院家で働くこととなる。
だが、主人である白龍院ミースの趣味により、男の身でありながら女性物のメイド服を着て少年メイドとして置かれることとなったクーロ。
ミースからのセクハラに時には足蹴り、時には受け入れつつ毎日を送っていく。
時に過激に、時にラブラブ。サド王子気味の主人とツンデレ少年メイドのバカップル物である。

## 登場人物
風宮クーロ（かざみや クーロ）
誕生日：4月1日 / 血液型：A型
身長145cm / 体重38kg
本作の主人公で小学5年生。父親の借金のために男の身でメイドをしている少年。一人称は「俺」。
普段は反抗的で主人を呼び捨てにしたり、足蹴にしたりするが、デレモードになると途端に従順になる。父親は失踪中で、ルーラを早くに亡くす。
日曜日にパフェとお子様ランチを親と一緒に食べることが幸福な子供の証と思っている。
タリサの優しさにルーラの面影を重ねるところから家族に憧れを持っていると思われる。
得意科目は体育と家庭科で、趣味は喧嘩であり、中学生相手に勝てるほどである。
特技は料理で、一度食べた物は大抵作ることができる。
白龍院ミース（はくりゅういん ミース）
日本でも屈指の財閥・白龍院家の御曹司でありクーロの雇い主。一人称は「私」。
日中クーロのベッドに潜り込んだり借金をネタにクーロに女物のメイド服を着せたりする。サディスティックかつ変態気味な性格だが、クーロに泣かれると弱い。また、無縁仏に祀られていたルーラの墓を自分の別荘に立てたりと優しい面もある。カイザによるとクーロの母親が初恋の相手らしい。また、ルーラとは血縁の無い親戚にあたる模様。
ハビシャム・上田（ハビシャム・うえだ）
ミース付きの執事。
ウェールズ大魔法学部首席だったり、執事になる前はレンジャー部隊に所属していたりと謎が多い人物である。
白龍院フレン（はくりゅういん フレン）
クーロと同じ小学校に通うミースの腹違いの弟。一人称は「僕」。
可愛い顔をしているが兄譲りのサディストで、クーロと白龍院家次期当主の座を狙っている。
白龍院家当主の座につくためなら身内殺しも厭わない過激な性格で、ミースとの兄弟仲は最悪。
白龍院ラビィ（はくりゅういん ラビィ）
ドラマCDのみに登場。
フレンの双子の兄弟でフレンと一緒になると危険な存在となるため、別々にされている。
一見少女のような外見にフリルの付いたドレスを着用しているが、実は男である。
真丹生タリサ（まにゅう タリサ）
本家から来たメイド。アイバー・スペンサー校出身、5か国語が堪能で執事扱いされている。
長身で名前通り魔乳クラスの巨乳持ちの美人だが、余計なモノも付いている。可愛い子が好きでクーロを付け狙っている。
樺京院雛芥子（かきょういんひなげし）
ボブヘアが可愛いクーロのクラスメイト。趣味はクラスの男子で妄想すること（やおい的な意味で）。
当初はクーロとミースを兄弟と思っていたが、後に結託する。
白龍院カイザ（はくりゅういん カイザ）
ミースの父にして白龍院家当主。クーロの不幸の原因を作った人物。
系列企業同士の前年度の収支で優劣を競い、その年一番収益をあげた者が自分以下の者から財産を一つ奪い取れる白龍院家の掟によってクーロを奪い、犬に襲わせる。
御影母子に対し「母子揃って疫病神」と言い放つところを見ると、クーロとルーラに何かしら含むものがある模様。右手が仕込み銃の搭載された義手になっている。
御影ルーラ
クーロの母。物語開始時点で既に故人。姿は女装したクーロにそっくり。
カイザの話では、ミースの初恋の相手ということで、噂を恐れた彼女の家族によって愛の無い相手と結婚させられ、クーロが生まれたことになっている。この話を聞かされたクーロは「俺は母さんに望まれていなかった!?」とショックを受けてしまう。

## アニメ
2010年9月23日に『少年メイドクーロ君 〜天使の歌〜』のタイトルでOVAが発売。全1巻。

### スタッフ
- 原作・カラー原画 - 柊柾葵
- 監督 - 谷田部勝義
- キャラクターデザイン・作画監督 - よし天
- 脚本 - 高山カツヒコ
- プロデューサー - GOLDENBOY

### 主題歌
「天使の歌」(OVA)
作詞 - 金子政路 / 作曲・編曲 - 忍 / 歌 - 風宮クーロ
「少年メイドアイラブユー」(COMIC MOVIE)
作詞 - 金子政路 / 作曲・編曲 - K2 project / 歌 - クーロ君&白龍院メイド隊（コーラス）

## 作品リスト
- 松文館 ダイヤモンドコミックス

出版社のウェブサイトではそのような区別や記載の対象にされていないが、amazon.co.jp等成人向け表現を含むとする通販サイトがある。
- 少年メイドクーロ君 〜奴隷編〜 （2005年12月） ISBN 4-7901-1601-8
- 少年メイドクーロ君 〜恥虐編〜 （2007年7月） ISBN 978-4-7901-1957-9
- 少年メイドクーロ君 〜女装っ子編〜 （2010年9月） ISBN 978-4-7901-2369-9
- 少年メイドクーロ君 〜妊娠編〜 （2013年9月） ISBN 978-4-7901-2433-7